# GeeksPhone Keon
GeeksPhone Keon是一款由西班牙GeeksPhone公司所推出的入門級的智慧型手機，此款手機是針對開發者用於測試和開發，不適合一般使用者日常所使用。Keon和Peak是市場上首款採用Firefox OS系統的行動裝置。
2013年4月23日，GeeksPhone Keon和Peak正式發售，並於幾小時之內銷售一空。

## 外部連結
- 官方網站（页面存档备份，存于）